# Елиптоцитоза
Елиптоцитоза је наследна аутозомно-доминантна болест еритроцита (црвена крвна зрнца). Узрокована је дефектним протеином ћелијске мембране еритроцита, који доводи до елипсоидног облика еритроцита. Овакав облик еритроцита је неповољан јер у уским капиларима, кроз које пролазе еритроцити долази до њиховог механичког оштећења. Самим тим је и време њиховог живота смањено. Нормално еритроцити живе око 120 дана, у овом случају много краће.
Учесталост елиптоцитозе је 1:5000.

## Симптоми
Присутни су знаци хемолизе (уништавање еритроцита).
- повећана количина неконјугованог билирубина, блага жутица
- тамна пребојеност мокраће
- повећане слезине (слезина)

Присутни и су блажи симптоми хемолитичке анемије (хемолитичка анемија):
- замарање, слабост
- главобоља, вртоглавица, зујање у ушима
- диспнеја-осећај губитка ваздуха
- тахикардија-убрзан срчан рад, ангина пекторис (angina pectoris), срчани шум
- жутица-иктерус
- бела боја коже, слузокоже

Ови симптоми се срећу код свих анемија, и могу бити различите јачине. У овом случају је у питању блажа варијанта, тако да у случају елиптоцитозе већином фале.